# ALL OFF
ALL OFF (オール・オフ) är ett japanskt rockband från Tokyo som grundades år 2004. 

## Medlemmar
- Sohei Matsuura - Sång
- Yukio Naito - Gitarr
- Gaku Hatashima - Gitarr
- Kaneaki Koshimoto - Bas
- Shinichi Otsuki - Trummor

## Diskografi
- ALL OFF (EP)- 2007
- From Midnight To Sunshine - 2010
- Start Breathing - 2012
- Follow Your Heart - 2013
- Soundtrack For Your Lonely View (EP) - 2013
- All Off - 2014